# Citrom-sárgabagoly
A citrom-sárgabagoly (Tiliacea citrago) a bagolylepkefélék családjába tartozó, Európában honos lepkefaj. 

## Megjelenése
A citrom-sárgabagoly szárnyfesztávolsága 31-34 mm. Fejének és torának dús szőrzete vöröses narancssárga, a tor és a potrohpamacsok vége vöröses (a potrohpamacsok a potroh közepéig húzódnak). A hím csápja kissé fogazott, a nőstényé fonálszerű. Lábai sárgásszürkék. Elülső szárnya narancssárga alapszínű, finom vöröses behintéssel, rajta négy éles, vörösbarna vagy pirosas keresztvonallal. A hosszanti erek sötét narancsvörös vagy vörösbarna pikkelyekkel fedettek, az árnyékvonal erőteljes, de csak ritkán éles kontúrú. A második és harmadik keresztvonal között nagy, kerek folt látható, amelynek közepe megegyezik az alapszínnel, vagy csak kissé sötétebb. A harmadik és negyedik vonal között többnyire vörösesen kitöltött, vese alakú folt látszik. A foltok körvonala vékony, éles. A rojt vöröses behintésű narancssárga. A hátulsó szárny egyszínű fehéressárga, középen nagyon halvány holdfolttal. A rojt sárgásfehér. A szárnyak fonákja világos sárgásszürke, a holdfolt, a vesefolt és a külső keresztvonal árnyéka mindig kirajzolódik.
Változékonya nem számottevő. 
Petéje sárga, majd vörösbarnára sötétedik; korong alakú, bordázott. 
Hernyójának háta és oldalai palaszürkék, fehér pontszemölcsökkel; hasa és lábai piszkosfehérek. Feje barnássárga. Bábja vörösbarna. 

### Hasonló fajok
A kénes sárgabagoly hasonlít hozzá.

## Elterjedése
Európában honos Észak-Spanyolországtól az Urálig; a Balkántól Dél-Skandináviáig. Gyakori faj.

## Életmódja
Elegyes, száraz lomberdők és bokorerdők, hársas-kőrises sziklaerdők, parkok lakója. 
Évente egy nemzedéke nő fel, imágóival augusztus közepétől novemberig lehet találkozni. Éjjel aktívak, fény- és cukorcsapdával előcsalhatók. A nőstény egyesével (ritkán kettesével) rakja le petéit a hársfák ágainak csúcsrügyére. A pete áttelel, és áprilisban kel ki a hernyó, amely különféle hárs-fajok leveleivel táplálkozik, majd júniusban bebábozódik.  

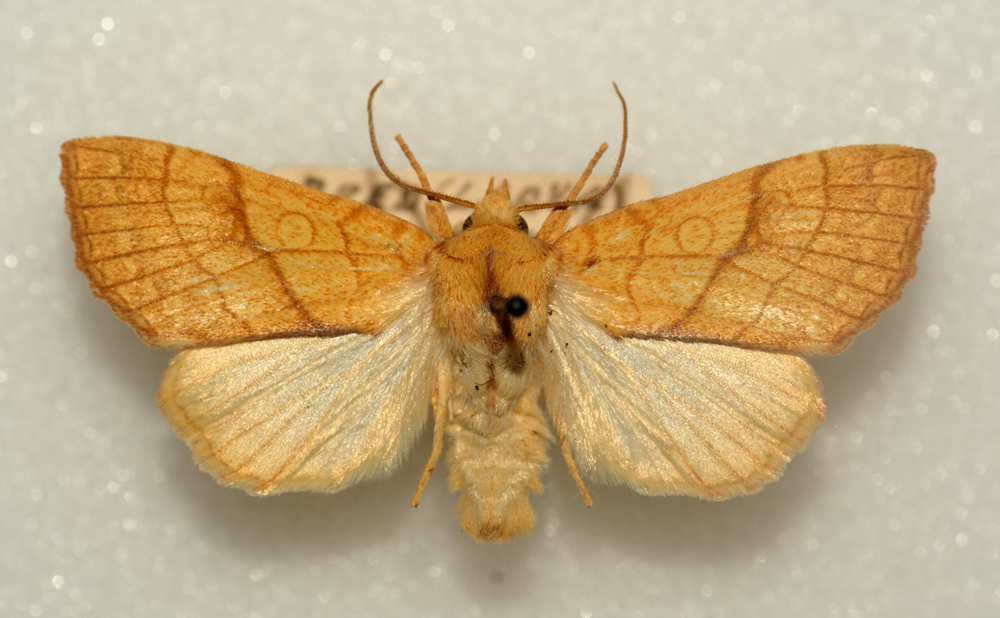
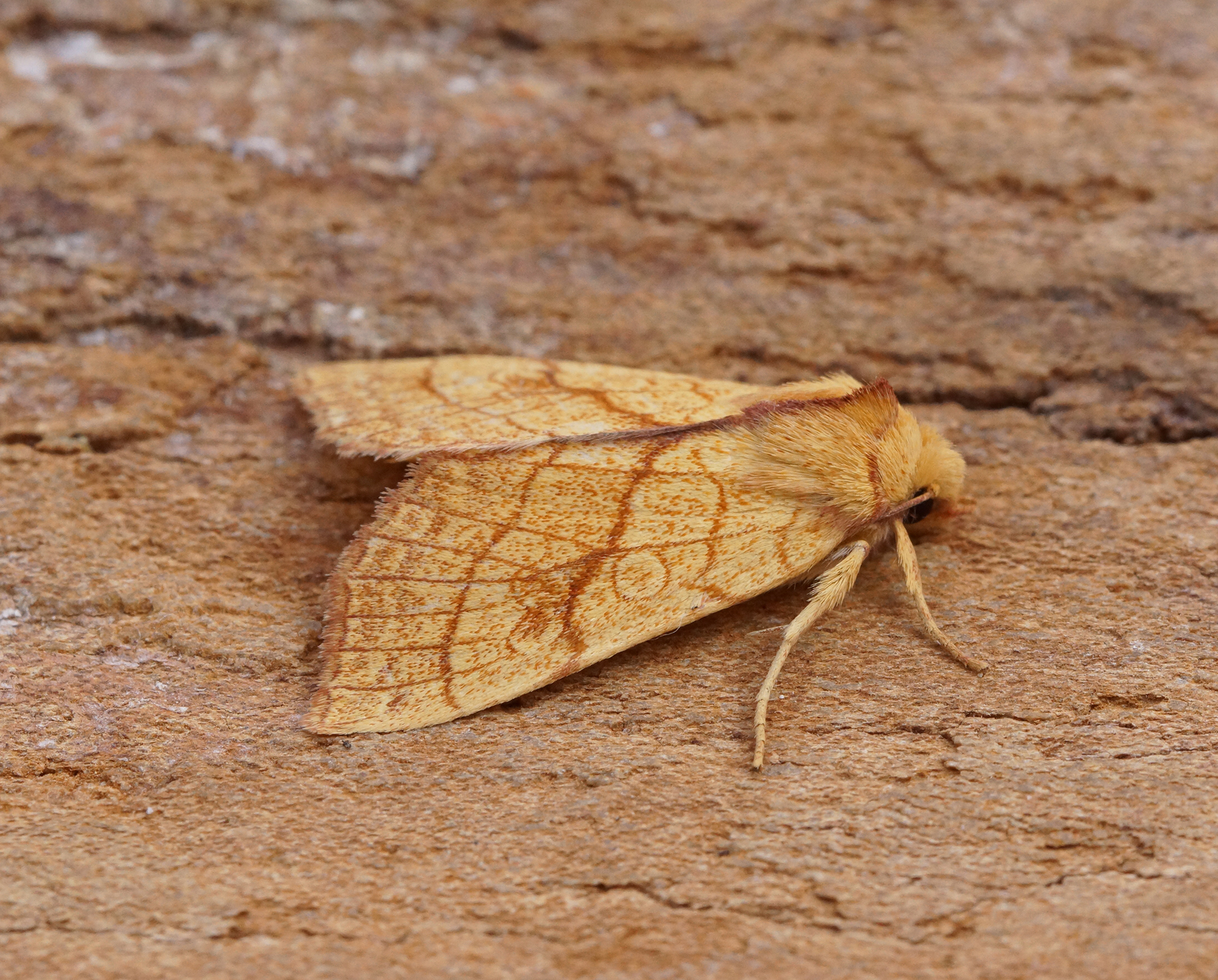
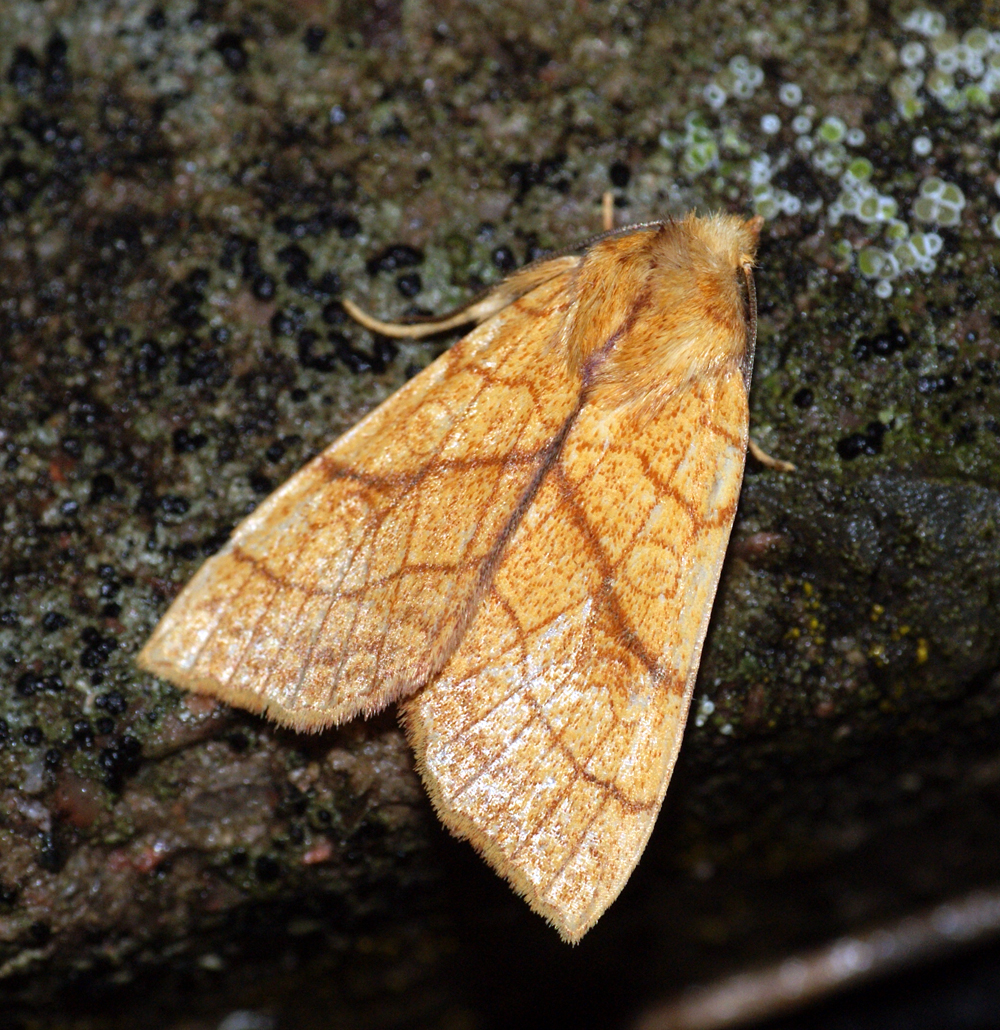
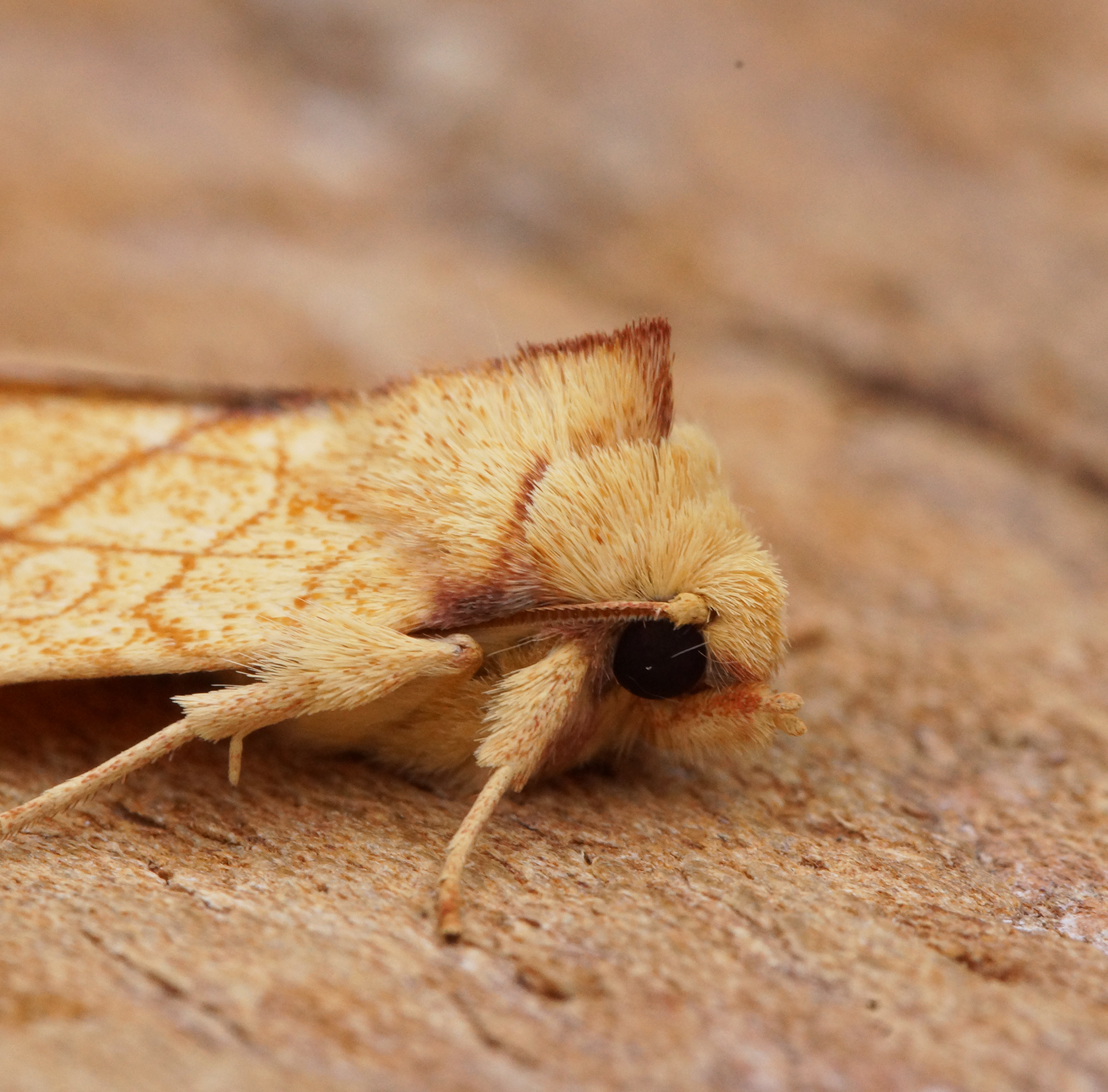
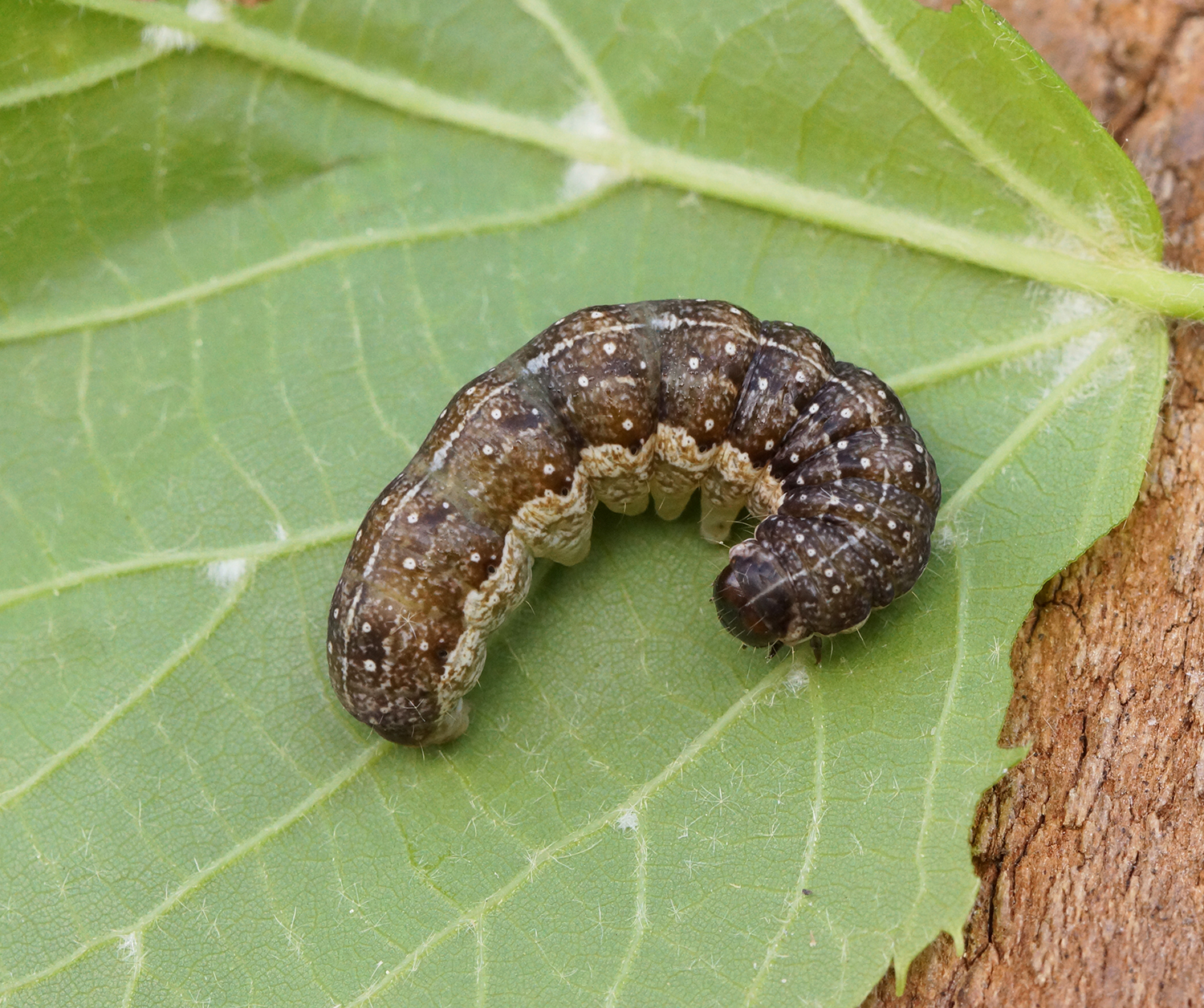

Magyarországon nem védett.